# Pizza carrée
 (septembre 2024).
Si vous disposez d'ouvrages ou d'articles de référence ou si vous connaissez des sites web de qualité traitant du thème abordé ici, merci de compléter l'article en donnant les références utiles à sa vérifiabilité et en les liant à la section « Notes et références ».
La pizza carrée est une pizza algérienne de type street food,. La pâte de la pizza algérienne carrée n'est pas trop fine. Elle est aérée et faite à base de farine ou de semoule. Pour la garniture, la pizza algérienne reste très simple et basique. Elle est couverte d'une couche de sauce de tomate et d'olives noires. Dans les versions classiques on ne trouve pas de fromage au-dessus mais plutôt des anchois, ou du piment fort en rondelles et du persil,,.